# لورسانيات
اللُّورِسَانيات هي فصيلة عليا من الرئيسيات وجدت في أفريقيا وأسيا. تشتمل علي الطنجيات واللوريسيات. وباعتباره من منثنيات المنخرين، فهي مرتبطة بالليمور في مدغشقر، وكذلك فهي متضمنة في الرتبة السفلى ليموريات الشكل، وفي بعض الأحيان تصنف في رتبة سفلى خاصة بها، لورسيات الشكل.
- رتبة الرئيسيات
  - رُتَيْبَة منثنيات المنخرين
    - الرتبة السفلى ليموريات الشكل
      - فيلق الليموريات
      - الفصيلة العلمية اللورسانيات
        - فصيلة اللوريسيات: اللورس والبوتو
        - فصيلة الطنجيات : الطنج

## معلومات الكتب كاملة
- Nekaris, N.A.I.; Bearder, S.K. (2011). "Chapter 4: The lorisiform primates of Asia and mainland Africa: Diversity shrouded in darkness". In Campbell, C.J.; Fuentes, A.; MacKinnon, K.C.; Bearder, S. K.; Stumpf, R.M. (eds.). Primates in Perspective (بالإنجليزية) (2nd ed.). Oxford University Press. ISBN:978-0-19-539043-8.
- Cartmill, M.; Smith, F.H. (2011). The Human Lineage (بالإنجليزية). John Wiley & Sons. p. 90. ISBN:978-1-118-21145-8. Archived from the original on 2023-07-29.